# Букет (вино)
Букет (від фр. bouquet) — спектр ароматів або запахів вина в келисі, один з основних критеріїв для визначення якості вина в енології.  Він виникає в результаті поєднання аромату винограду, народжується під час вторинного бродіння сусла та розвивається з впливом третинного старіння вина.
Букет є сукупністю летючих ароматних речовин - компонентів вина. Інтенсивність букету залежить від таких факторів як сорт винограду, його зрілість, рік врожаю, вторинних та побічних продуктів спиртового бродіння сусла, додатків, тощо.
Букет в келисі послідовно змінюється під впливом зовнішньої температури та оксидації (реакцією з киснем повітря). Перед тим як дегустувати свіжоналите вино, його в келисі злегка збовтують, двічі повертаючі по спіралі до його вертикальної осі.
Букети натуральних вин сучасна класифікація поділяє на 10 основних груп та 27 підгруп:
- Фруктовий
  - Ягідний: ожина - малина - полуниця - чорна смородина
  - Плодоягідний: вишня - абрикос - персик - яблуко
  - Тропічні фрукти: ананас - банан - манго - папайа - диня
- Квітковий: герань - фіалка - троянда - квіт апельсину
- Пряний: гвоздика - чорний перець (ліналоол) - лакриця - аніс
- Горіховий: волоський горіх - мигдаль - лісовий горіх
- Вегетативний
  - Свіжий: макуха - свіжі трави - трав'янисті рослини - зелена паприка - м'ята - евкаліпт - ментол
  - Варений / консервований: зелені боби - зелена спаржа - маслини - артишоки
  - сушений: сіно - солома - чай - тютюн
- Карамелізований ...
- Деревний ...
- Ґрунтовий ...
- Хімічний ...
- Біологічний ...